# Українська степова ряба порода
Українська степова ряба — порода свиней м'ясо-сального напряму. Одна з найпоширеніших порід свиней в Україні. Виведена у 1938—1961 роках в Асканії-Новій. Затверджена у 1961 році. Розводиться переважно в Херсонській, Запорізькій, Миколаївській областях, Автономній Республіці Крим, а також у Молдові.

## Історія виведення
Українська степова ряба порода створена у дослідному господарстві Інституту тваринництва «Асканія-Нова» впродовж 1938—1961 років колективом учених на чолі з академіком Гребенем К. Л. Порода виведена відтворювальним схрещуванням української степової білої, беркширської й мангалицької порід. Для поліпшення породи застосовувалося ввідне схрещування з кнурами беркширської породи і свиней мангалицької породи та породи ландрас із наступним добором тварин бажаного типу.
Генеалогічна структура породи складається з 10 ліній кнурів і 24 родин свиноматок. При розведенні покручів «у собі» для закріплення спадкових якостей кращих тварин над ними здійснювали тісний інбридинг. Споріднене розведення здійснювалося із суворим вибракуванням кволих, малопродуктивних тварин.

## Характеристика
Масть ряба, темно-ряба, трапляються тварини з рудими плямами і чорні. Тварини великого зросту, міцної будови, за статурою схожі на українську степову білу, але мають глибший і ширший тулуб. У них міцні, нижчі, ніж у великих білих та українських степових білих свиней, лапи. Голова середнього розміру з помірно довгим рилом, профіль голови дещо ввігнутий. Спина широка, рівна; груди глибокі, широкі; ребра округлі, окости середньої виповненості. Темперамент свиней спокійний. За витривалістю та пристосованістю до умов жаркого клімату півдня України мають перевагу в порівнянні з українською степовою білою породою. Жива маса кнурів 240—350 кг, свиноматок 200—260 кг.
Плодючість 11—12 поросят в опоросі. Свині цієї породи скороспілі, витривалі до спеки й холоду, невибагливі до кормів, добре відгодовуються, здатні осалюватися в ранньому віці. Молодняк у десятимісячному віці досягає живої маси 150 кг.
Характерною ознакою української степової рябої породи є знижений рівень поліморфізму В-системи груп крові, майже повний мономорфізм за алелем Db та висока у порівнянні з іншими породами півдня України концентрація алеля Fa (0,475). За системою Е-груп крові виявлені 4 алеля (Eaeg — 0,003; Ebdg — 0,338; Eedg — 0,394; Eedth — 0,265) та 8 генотипів. Ефективне число алелей і середнє число фенотипів за сумою В, D, E, F, V, генетичних систем груп крові для свиней цієї породи відповідно становить 8,9 та 14,1.